# Hayato Yano
Hayato Yano (矢野 隼人 Yano Hayato?), född 29 oktober 1980 i Osaka prefektur, är en japansk före detta fotbollsspelare.
Yano började sin karriär 1999 i Verdy Kawasaki (Tokyo Verdy). 2002 blev han utlånad till Ventforet Kofu. Efter Tokyo Verdy spelade han för FC Kariya. Han avslutade karriären 2008.